# Каттон, Элеонора
Элеонора Каттон (англ. Eleanor Catton; род. 24 сентября 1985) — новозеландская писательница, чей второй роман «Светила» (англ. The Luminaries) получил Букеровскую премию за 2013 год. Член новозеландского ордена Заслуга (MNZM).

## Биография
Каттон родилась в Канаде, когда её отец, выпускник из Новой Зеландии, заканчивал обучение на степень доктора в Университете Западного Онтарио. Элеонора выросла в Крайстчерче, после того как её семья вернулась в Новую Зеландию, когда ей было 6 лет. Она посещала школу в Бернсайде, изучала английский язык в Университете Кентербери и получила степень магистра писательского мастерства в Институте современного письма, Университет Королевы Виктории, (Веллингтон).
В 2008 году Каттон присоединилась к Iowa Writers' Workshop. В 2009 году её описали как «золотую девушку-писательницу этого года».
Каттон живёт в Окленде и преподает писательское мастерство в Технологическом институте Манукау.
Дебютный роман Каттон «Репетиция» (англ. The Rehearsal), описывающий реакцию окружающих на отношения между учителем и девочкой в средней школе, был написан ею как магистерская диссертация.
Второй роман Каттон «Светила» (англ. The Luminaries) был опубликован в 2013 году. Действие в романе происходит в Новой Зеландии в 1866 году. Он был включен в шорт-лист, а затем и выиграл Букеровскую премию за 2013 год, что сделало Каттон, которой исполнилось 28 лет, самым молодым автором, когда-либо получавшим Букера. Ранее, в возрасте 27 лет, она стала самым молодым автором, когда-либо включенным в шорт-лист Букеровской премии..
Английское издание романа «Светила» содержит 832 страницы, и это самое большое произведение в 45-летней истории премии, которое получало приз. Председатель жюри, Роберт Макфарлейн, так прокомментировал победу Каттон: «Этот роман поражает воображение. Выдающийся роман. Он огромен, но не растянут».

## Награды
- Премия Адама в писательском мастерстве в 2007 году за роман «Репетиция»[10]
- Премия Бетти Траск, 2009, за роман «Репетиция»[11]
- Букеровская премия, 2013, за роман «Светила»